# Südseeblase

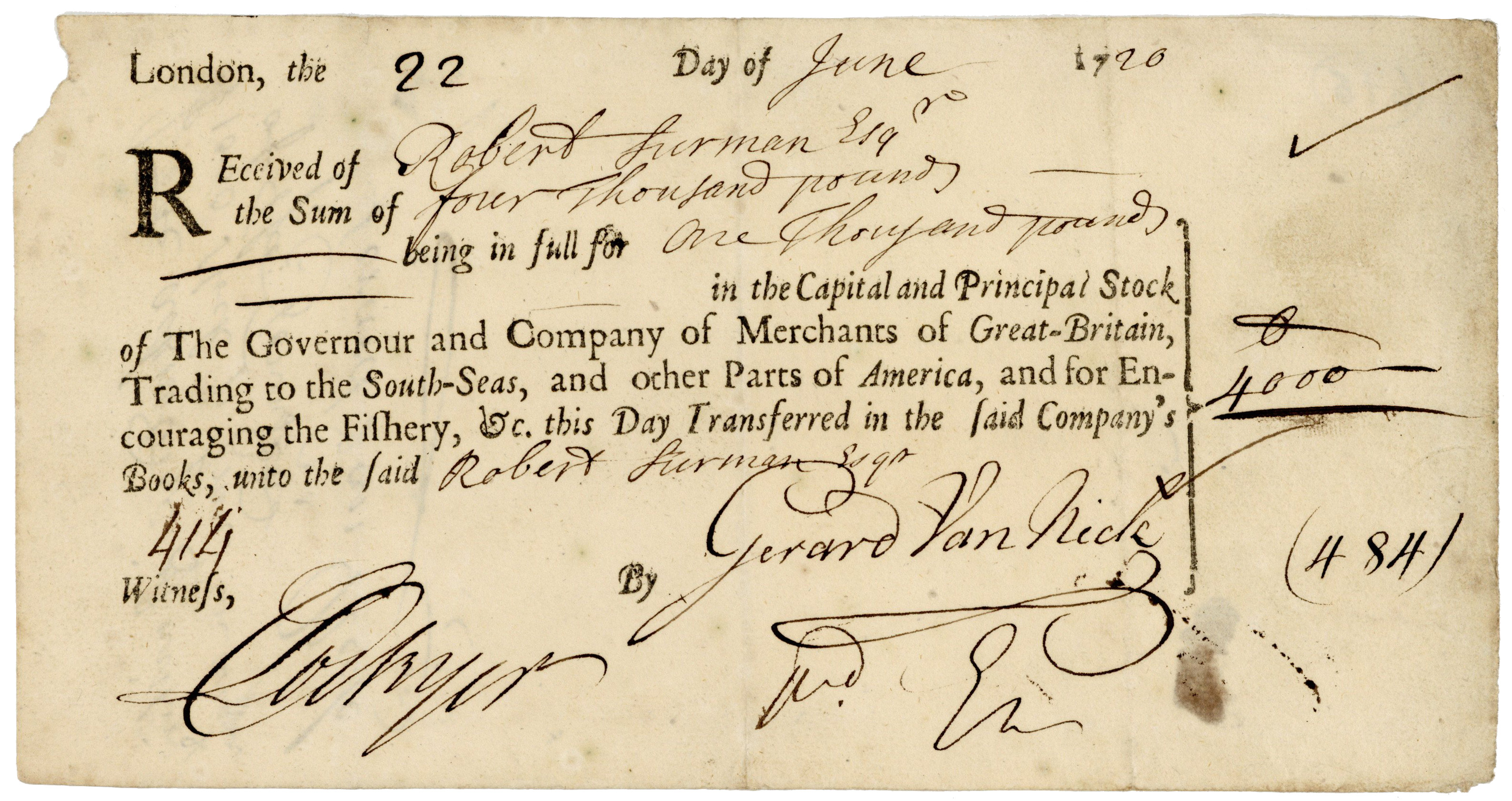
Aktie der South Sea Company über 1.000 £ (10 shares zu je 100 £), ausgegeben in London am 22. Juni 1720, bezahlt mit 4,000 £ zum damaligen Börsenkurs von 400 %.

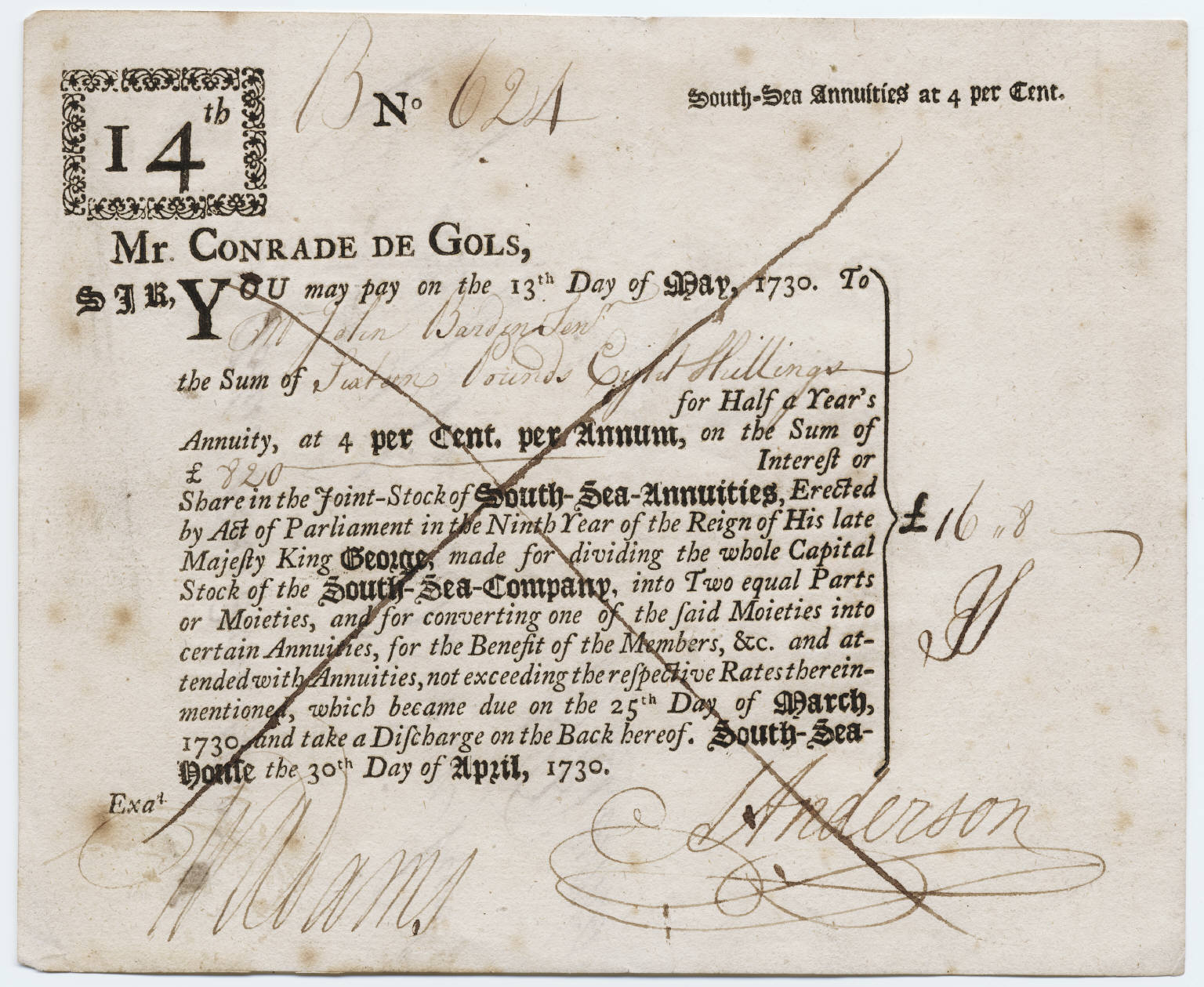
Annuität der South Sea Company über 820 £ mit 4 % Jahreszins (1730)

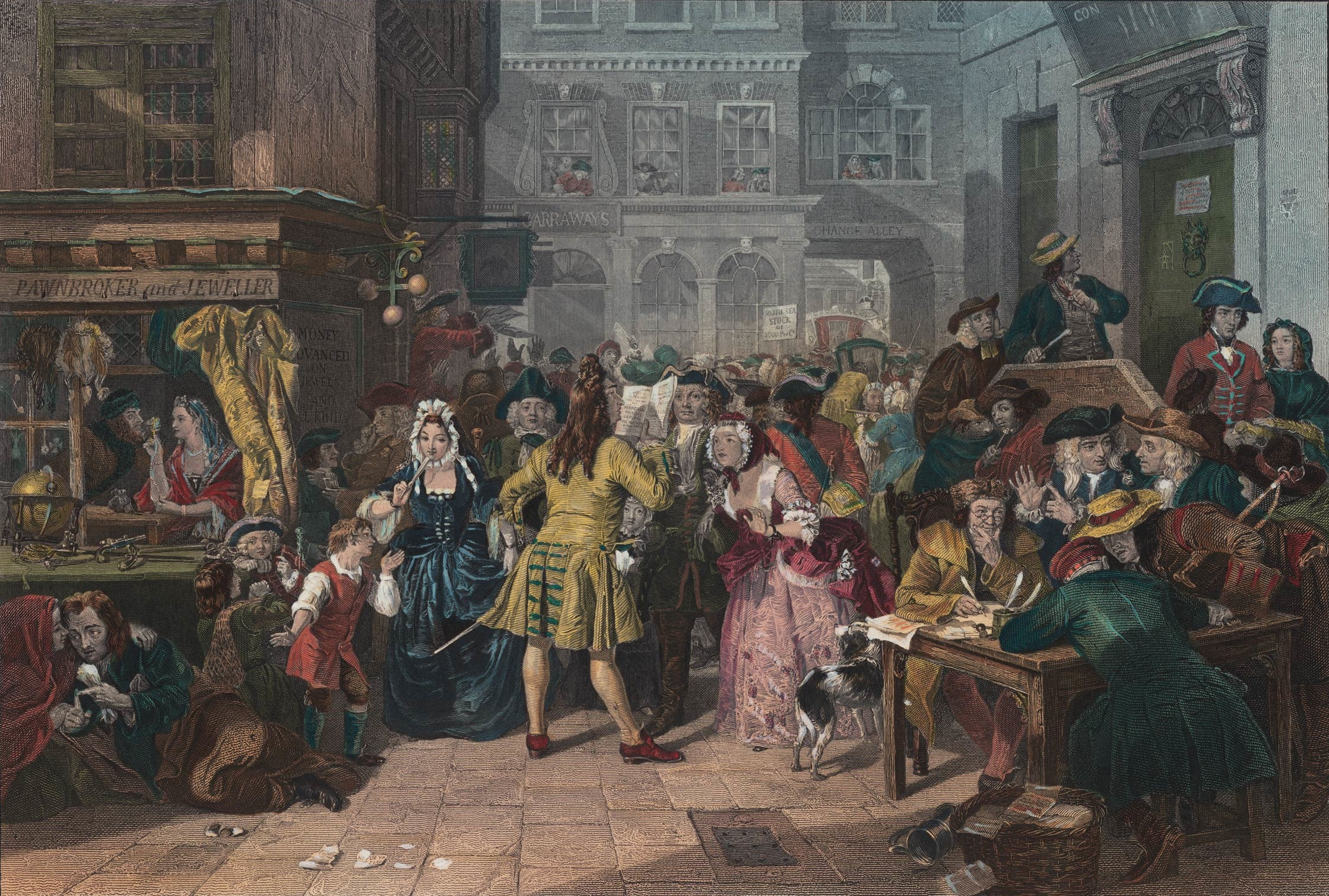
South Sea Bubble von E. M. Ward
(19. Jahrhundert, im Stil Hogarths)

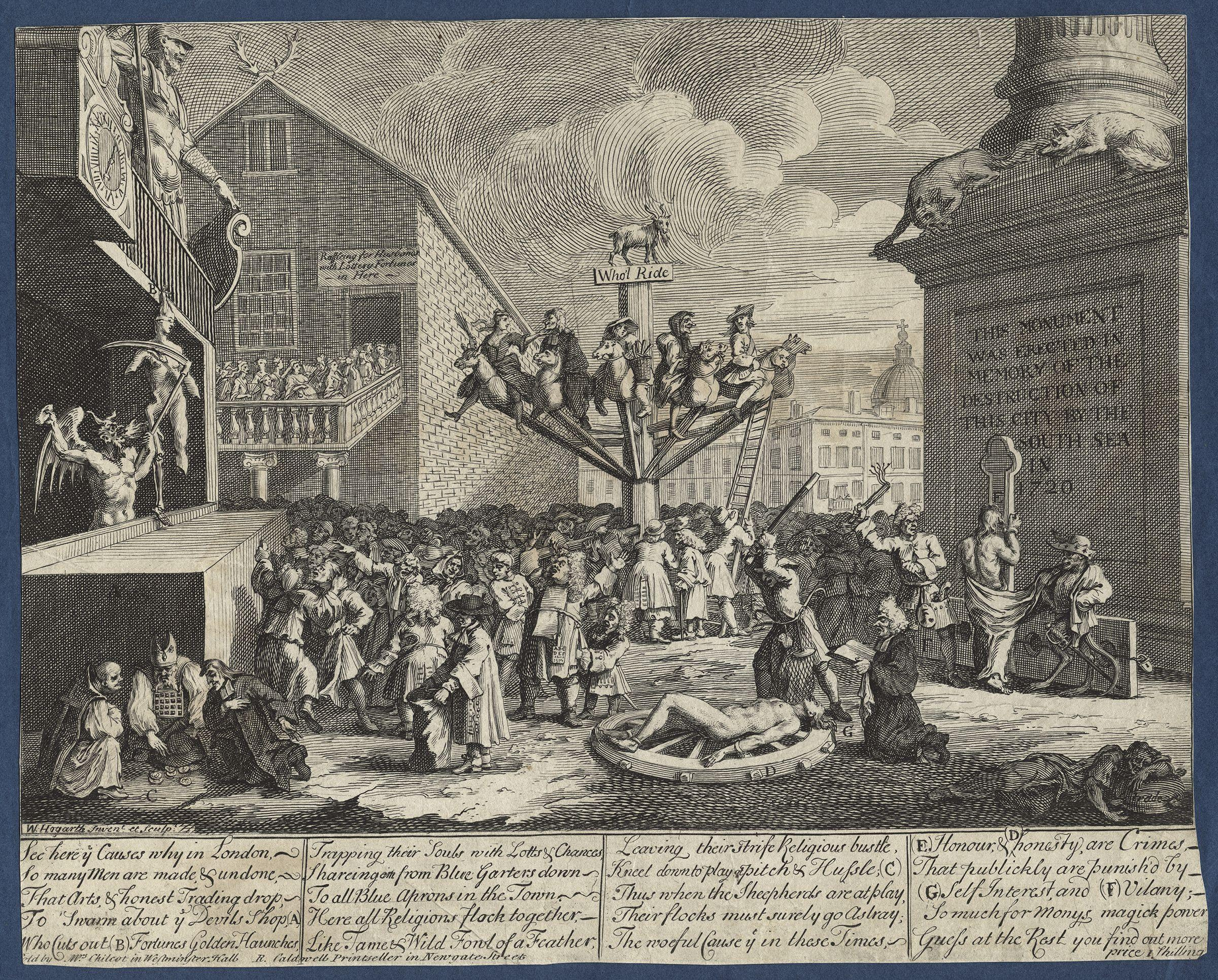
The South Sea Scheme von William Hogarth (zeitgenössisch)

Die Südseeblase (engl. South Sea Bubble; auch Südseeschwindel) von 1720 war eine bedeutende Spekulationsblase der frühen Neuzeit. Sie ereignete sich zur selben Zeit wie die Mississippi-Blase in Frankreich. Bereits 1637 war die Tulpenblase in Holland geplatzt.

## Börsenboom
In London hatte sich am Anfang des 18. Jahrhunderts eine florierende Wertpapierbörse entwickelt. Wie bei fast jedem Börsenboom lebte auch die South Sea Bubble von der Faszination eines neuen Geschäftsfelds, das märchenhafte Gewinne verhieß. Anfang des 18. Jahrhunderts versprach die Südsee mit dem Handel von exotischen Produkten, Rohstoffen und Sklaven hohe Profite.

## South Sea Company
Die wichtigsten Initiatoren der 1711 gegründeten Handelsgesellschaft South Sea Company waren John Blunt und George Caswell, Mitinhaber der Sword Blade Company (Bankiers), sowie ein anonymer Baptist. Daneben hatte auch die britische Regierung einen Anteil. Sie verlieh dem Unternehmen das Monopol im Handel mit Südamerika inklusive noch nicht entdeckter Gebiete. Man spekulierte dabei auf ein schnelles und für England günstiges Ende des Spanischen Erbfolgekrieges, mit dem das spanische Privileg des Sklavenhandels (Asiento de Negros) beseitigt werden könnte. Jedoch wurde der Friede von Utrecht erst 1713 geschlossen, und die spanischen Vorrechte wurden darin nicht vollständig beseitigt, sondern nur eingeschränkt. Die erste Handelsreise im Auftrag der South Sea Company konnte so erst 1717 unternommen werden. Sie erwies sich als wenig lukrativ.
Den ersten großen Erfolg landete die South Sea Company nicht mit dem Warenhandel, sondern erneut bei der britischen Regierung: Sie übernahm im Januar 1720 die Staatsschulden (unter anderem von der Bank of England) in der Höhe von 9 Millionen Pfund bei einer Verzinsung von 6 % jährlich und erhielt dafür das Recht, zusätzliche Aktien auszugeben (Kapitalerhöhung). Nach und nach übernahm die Gesellschaft die zusätzlichen Staatsschulden und brachte im Gegenzug noch mehr Aktien heraus. Lord North and Grey fürchtete im Parlament am 5. April 1720 bei der Abstimmung über das Südseegesetz (South Sea Bill) schlimme Folgen und hoffte, dass „das Land nicht durch den Handel mit imaginären Reichtümern ruiniert würde“. Zwei Tage später bestätigte König Georg I. die Entscheidung des Parlaments.
Der Kurs der Aktie des Unternehmens im Nennwert von 100 Pfund lag Anfang 1720 noch bei 120 Pfund. Danach schoss er aber raketenartig nach oben und erreichte im Juli fantastische 950 Pfund. Ein paar Wochen lang konnte er mehr oder weniger sein hohes Niveau halten. König Georg, die Duchess of Marlborough und viele der ausländischen Investoren verkauften. Den anderen Anlegern war noch nicht klar, dass die Dividenden nie bezahlt werden könnten, schon gar nicht, da bisher noch kein Sklavenhandel stattgefunden hatte. 
Doch blieb dies nicht ohne Folgen. Andere Firmengründer stießen nach und warfen Aktien neuer Unternehmen auf den Markt, die ebenfalls reißenden Absatz fanden. Die Geschäftsfelder reichten damals von Lohnausfallversicherungen für Matrosen über diverse Entwicklungsperspektiven, vom Importgeschäft für Walnussbäume bis zur Technologie für die Verarbeitung von Quecksilber.
Im Juni 1720 beschloss das Parlament, dass alle Gesellschaften eine königliche Ernennung haben sollten, was zu einer weiteren Aufwertung der Gesellschaft führte (Bubble Act, weil es die Blase auslöste). Das Gesetz verbot börsennotierten Unternehmen, sich außerhalb ihres ursprünglichen Geschäftsfeldes zu betätigen. Mit diesem Monopol sollte der hohe Stand der Aktie gehalten werden, da bereits im Juni Teilen des Parlaments klar wurde, dass nur ein Bruchteil der Aktien gedeckt war, und dies auch nur unter der Annahme, die Geschäftsidee würde gut funktionieren. Aktien wurden nun zu bis zu 950 Pfund Sterling gehandelt. Die South Sea Company hatte bis zu diesem Zeitpunkt noch kein einziges Pfund im Südseehandel verdient. Als die Gesellschaft das Südseegesetz als Waffe gegen die unliebsame Konkurrenz benutzte – Unternehmen wurden angezeigt, zwei mussten ihre Aktivitäten einstellen –, baute sie ihr Monopol aus. Doch die zunehmenden Probleme der französischen Mississippi-Kompanie befeuerten die Entwicklung weiter, da viele Investoren ihr Geld aus Frankreich abzogen und es stattdessen in England investierten.
Bis dahin war keine einzige Dividende gezahlt worden, der erste Zahltermin war der 1. August 1720. Erst jetzt wurde deutlich, dass die Mittel nicht vorhanden waren. Die ersten Anleger wollten schnell noch ihre Gewinne umsetzen, wie der König und einige seiner Vertrauten, und verkauften ihre Papiere. Währenddessen fielen die Aktien der Gesellschaft nach dem 18. August 1720 von über 800 Pfund auf 200 und innerhalb eines halben Monates noch tiefer. Im Dezember 1720 näherte sich der Wert den 100 Pfund.

## Folgen
Es folgte eine Rezession. Handel und Produktion gingen zurück, nachdem mehrere Investoren hohe Summen (einige 10.000 ₤) verloren hatten. Der Physiker Isaac Newton verlor sogar 20.000 Pfund, woraufhin sein noch heute bekannter Kommentar zu dem Börsencrash lautete: „Ich kann die Bewegung eines Körpers messen, aber nicht die menschliche Dummheit.“ 
Die leitenden Mitarbeiter der South Sea Company wurden von der britischen Regierung verantwortlich gemacht und juristisch verfolgt. Einige landeten im Gefängnis, andere begingen Suizid oder flohen ins Ausland. Die South Sea Company wurde nicht aufgelöst und handelte in Friedenszeiten weiter, bis sie in den Reformen der 1850er Jahre aufgelöst wurde. Die Kosten wurden von der East India Company und der Bank of England getragen. Der Administrator dieser Lösung war der Schatzkanzler Robert Walpole (1676–1745), der dadurch seine große Macht in Großbritannien begründete.
Laut einem Bericht der New York Times vom Dezember 2014  zahlte die britische Staatskasse 2014 noch immer Zinsen auf einen kleinen Teil der damaligen Anleihen. 
Großbritanniens Schatzkanzler George Osborne plante, diese Uralt-Anleihen (Verzinsung: 2,5 bis 4 Prozent) zurückzuzahlen und dafür „frisches Geld“ zu 1,5 Prozent aufzunehmen.